# Jürgen Bertow
Jürgen Bertow (24 de enero de 1950) es un deportista de la RDA que compitió en remo.
Participó en los Juegos Olímpicos de Montreal 1976, obteniendo una medalla de bronce en la prueba de doble scull. Ganó dos medallas en el Campeonato Mundial de Remo, oro en 1974 y plata en 1975.

## Palmarés internacional
| Juegos Olímpicos   | Juegos Olímpicos         | Juegos Olímpicos  | Juegos Olímpicos |
| Año                | Lugar                    | Medalla           | Prueba           |
| ------------------ | ------------------------ | ----------------- | ---------------- |
| 1976               | Montreal (Canadá)        | Medalla de bronce | Doble scull      |
| Campeonato Mundial |                          |                   |                  |
| Año                | Lugar                    | Medalla           | Prueba           |
| 1974               | Lucerna (Suiza)          | Medalla de oro    | Cuatro scull     |
| 1975               | Nottingham (Reino Unido) | Medalla de plata  | Doble scull      |